# PTU (영화)
PTU(機動部隊: PTU)는 홍콩에서 제작된 두기봉 감독의 2003년 범죄, 드라마, 스릴러 영화이다. 임달화 등이 주연으로 출연하였다. 알려진 다른 제목은 기동부대이다.

## 출연

### 주연
- 임달화
- 임설

### 조연
- 황탁령
- 소미기
- 고웅
- 황바이밍
- 프랭크 마이클 리우
- 황호연
- 노해붕

## 제작진
- 의상: 엽숙화